# Neue Kirche (Pellworm)

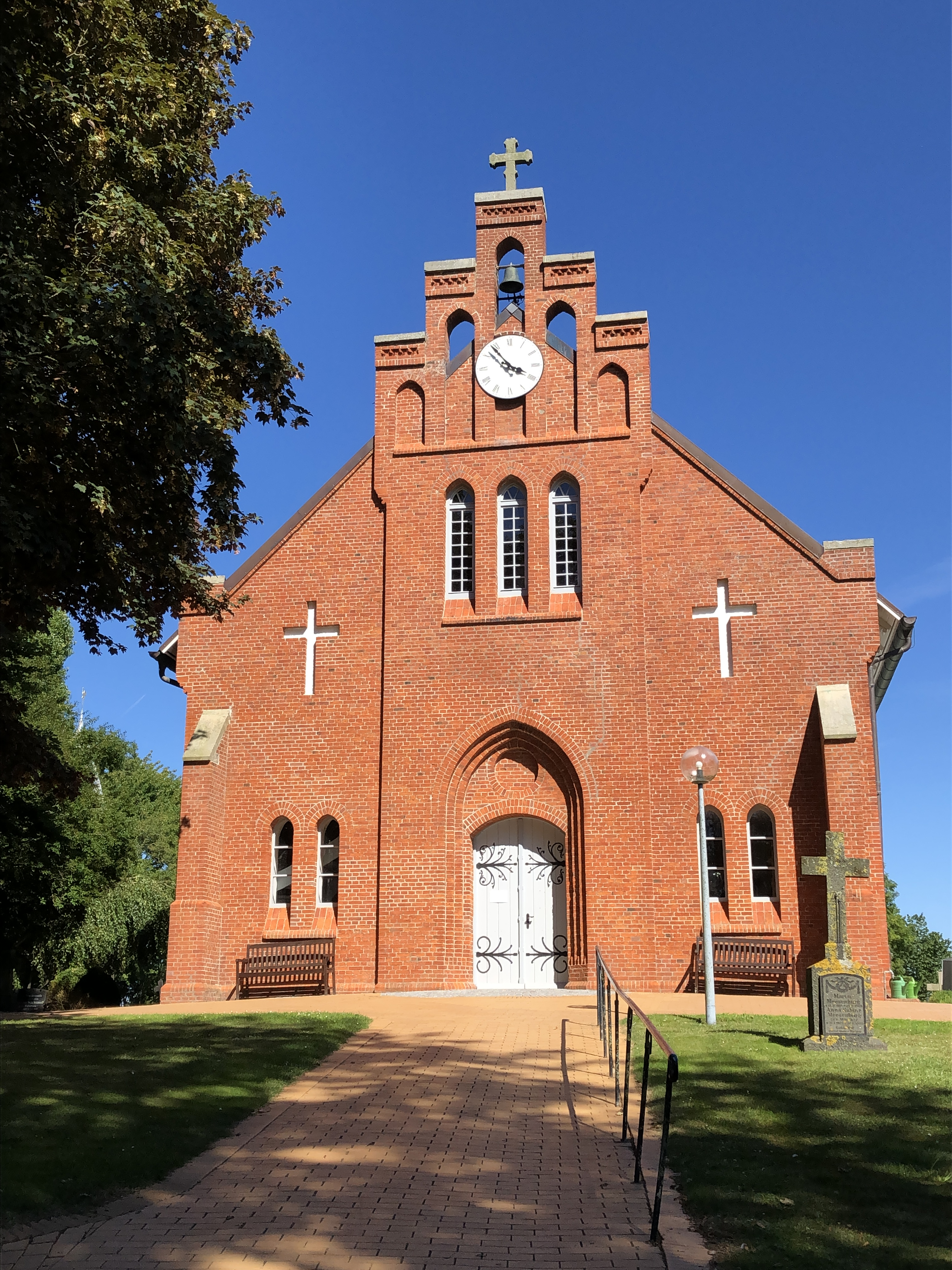
Eingangsportal

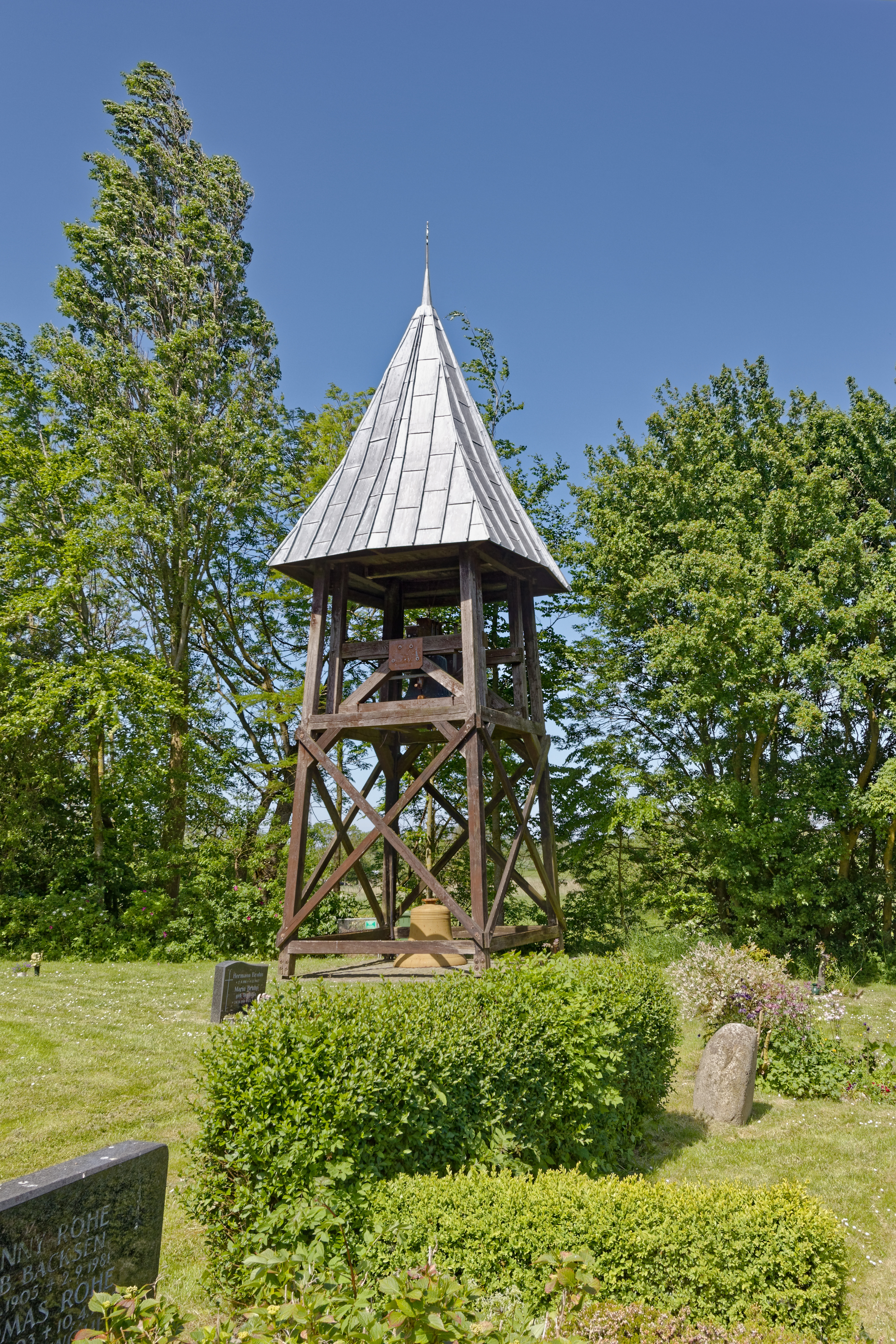
Glockenturm

Die evangelisch-lutherische Neue Kirche Zum Heiligen Kreuz (meistens nur kurz Neue Kirche Pellworm, manchmal auch Neue Kirche St. Crucis) liegt in der Mitte der Insel Pellworm und ist neben der Alten Kirche Pellworm eine von zwei Kirchen auf der Insel.

## Geschichte
Bereits im frühen 16. Jahrhundert gab es unter den Bewohnern der Pellwormharde den Wunsch, eine weitere Kirche zu bauen, die zentraler lag als die unmittelbar an der Deichlinie gelegene Alte Kirche. Eine auf dem Gelände des Gutshofes Seegaard bestehende Kapelle Zum heiligen Kreuz oder St. Crucis wurde 1517 an den heutigen Ort verlegt. Allen Mitwirkenden erteilte der Schleswiger Bischof einen Ablass. Nach der Reformation wurde diese Kapelle 1556 zur Pfarrkirche des größeren Teils der Inselbewohner. Da sie für die Gemeinde nach einigen Jahrzehnten nicht mehr genug Platz bot, wurde 1622 die heutige Neue Kirche gebaut. Ihr Standort war so klug gewählt worden, dass er nicht von der nur 12 Jahre später stattfindenden Burchardiflut überflutet wurde.
Das Gebäude ist heute eine schlichte, rechteckige, komplett in Backstein errichtete Saalkirche. Die ältesten Teile sind Nord-, Ost- und Südseite, die von 1622 stammen. Von 1867 bis 1872 wurde die Kirche einer umfassenden Renovierung unterzogen. Sie erhielt die neugotische Ergänzung der mit Fenstern, Dachreiter und Giebeln deutlich aufwändiger gestalten Westfassade. Zeitgleich wurden der freistehende hölzerne Glockenturm abgebrochen und die Glocke in den neuen Giebel gehängt.
Das Dach und der Glockenstuhl brannten 1998 vollständig aus. Im Rahmen der darauffolgenden vollständigen Renovierung erhielt die Kirche einen neuen hölzernen Glockenturm und eine neue Glocke.

## Ausstattung

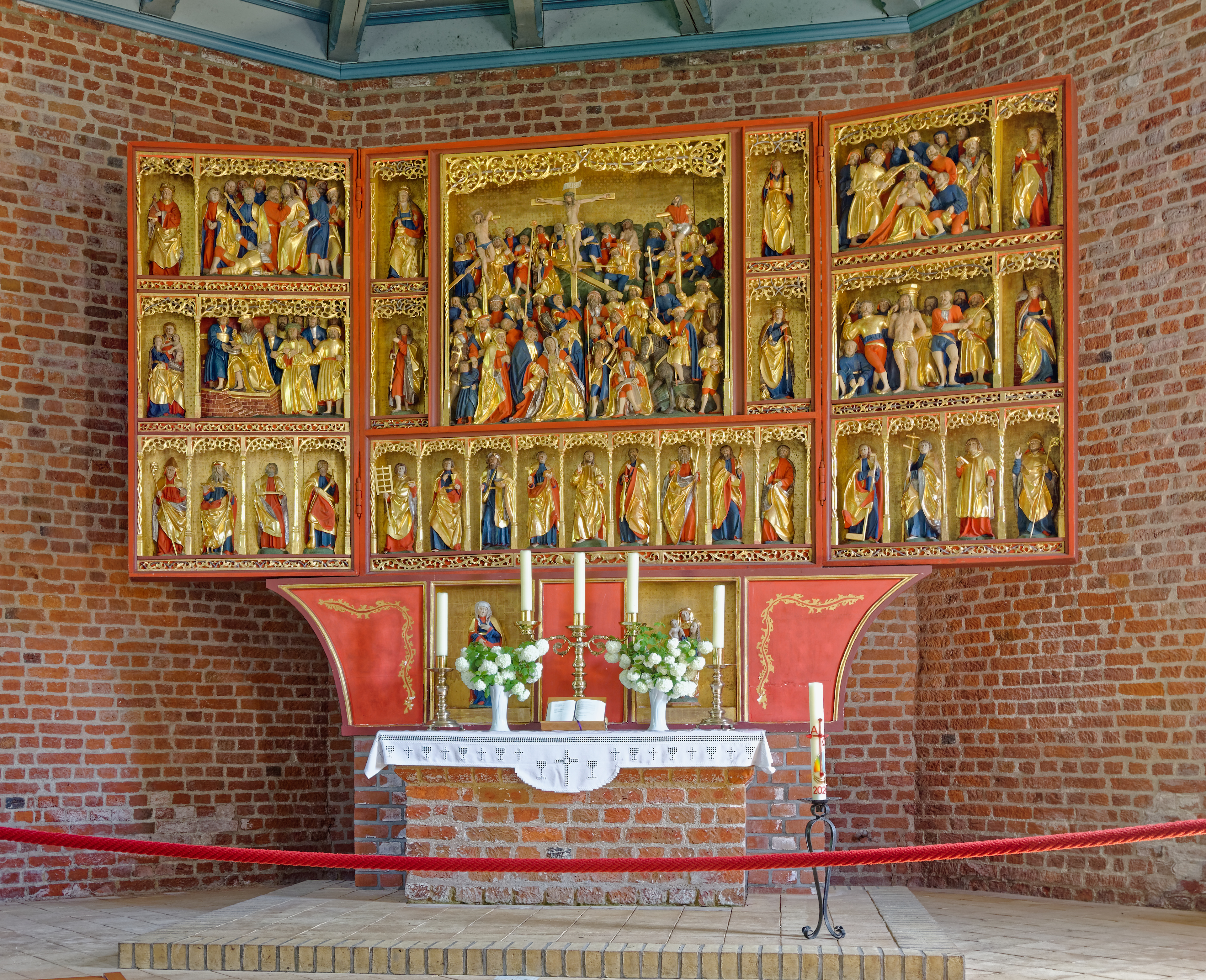
Altar

Ein Großteil der Ausstattung stammt aus dem 16. und 17. Jahrhundert. Einige Stücke stammen aus Kirchen, die auf der Insel Strand lagen und während der Burchardiflut untergegangen sind.
Das auf ungefähr 1520 datierte Altarretabel ist ein Werk eines unbekannten Künstlers und stand ursprünglich in der Kirche des untergegangenen Ortes Ilgrof. Der Flügelaltar gilt als einer der stattlichsten spätgotischen Altäre nördlich der Elbe. Er zeigt in teilweise vollplastischer Holzschnitzarbeit eine figurenreiche und farbintensive Darstellung der Kreuzigung Jesu sowie vier Passionsszenen, gerahmt von acht Heiligenfiguren, und am unteren Rand Christus als Salvator mundi, flankiert von 16 Heiligen mit ihren Attributen. Insgesamt sind auf dem Triptychon 120 lebensnah dargestellte Personen verteilt. Viele der Figuren erscheinen in der Mode aus der Zeit um 1520, was zusammen mit den realistischen Zügen zu der Vermutung führt, der Künstler habe ihm persönlich bekannte Personen zum Vorbild genommen. Die gegenwärtige, in Gold, Rot und Blau gehaltene Bemalung ist eine Rekonstruktion aus den Jahren 1939 bis 1941, die sich an dem Zustand vor 1872 orientierte. Von 1872 bis 1941 war der Altar nach der Renovierung komplett weiß lackiert.
Die hölzerne Kanzel wurde wohl um 1600 gefertigt, stammt ebenfalls aus der Kirche von Ilgrof und ist die erste Kanzel, die es in der Kirche gab. Der Beichtstuhl ist wahrscheinlich ein Stück aus vorreformatorischer Zeit und wurde 1638 aus der nach der Burchardiflut abgebrochenen Kirche von Osterwohld gerettet.
Das älteste Stück der Kirche ist das Kruzifix, das in Teilen um das Jahr 1500 gefertigt wurde und wohl schon in der ersten Kapelle hing.
Das steinerne Taufbecken ist ein Import aus Belgien. Sein Herstellungsdatum lässt sich nicht exakt feststellen, die eingeritzte Jahreszahl 1587 wurde erst nachträglich hinzugefügt.
An den Seitenwänden hängen zwei Epitaphe, deren älteres aus der Zeit um 1570 stammt.

## Orgel

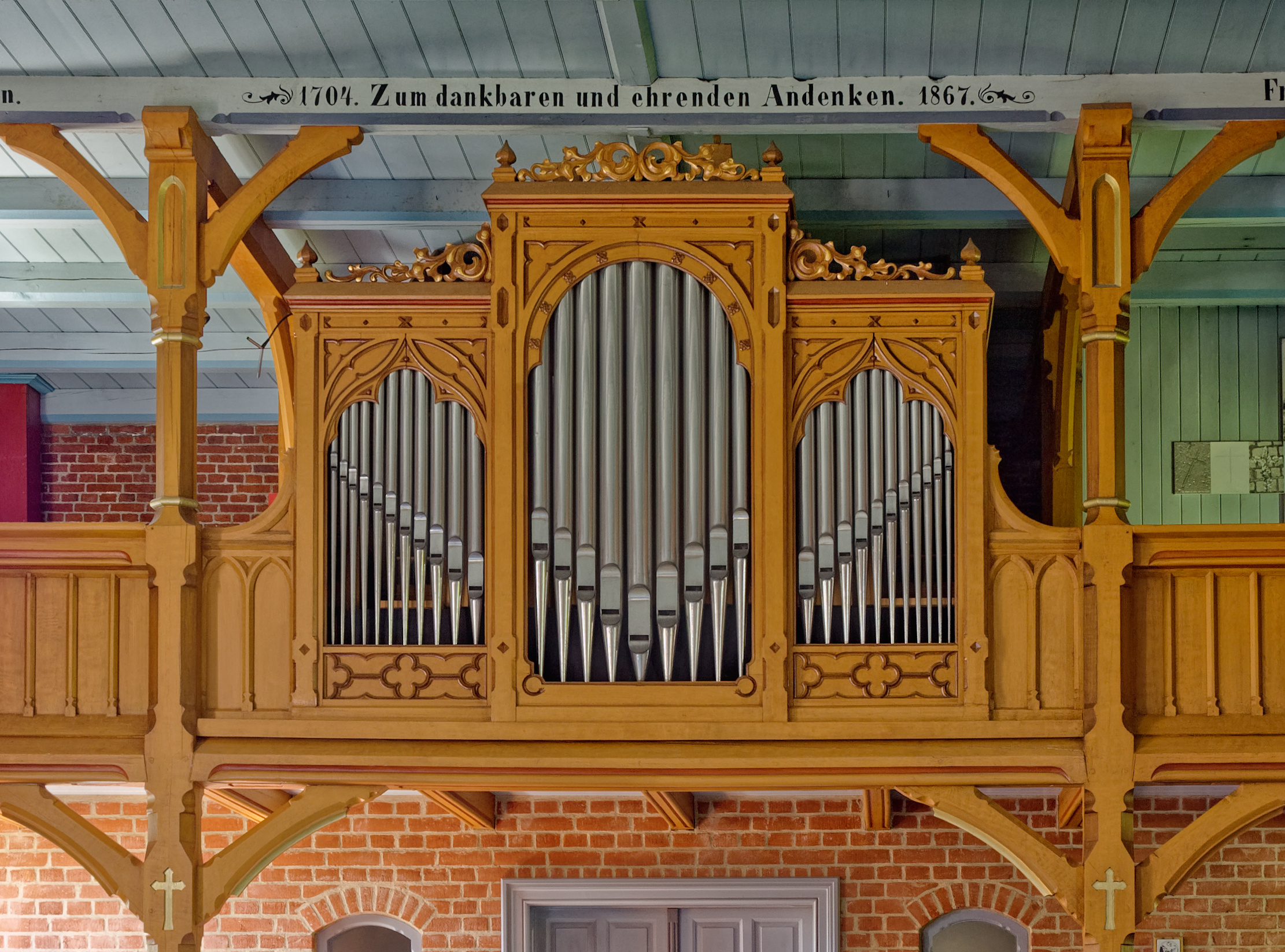
Orgel

Erst 1870 konnte es sich die Gemeinde leisten, eine Orgel in Auftrag zu geben. Das von Johann Hinrich Färber gefertigte Instrument wurde 1902, 1934 und 1970 in unterschiedlichem Umfang geändert. Die Orgel wurde nach dem Brand 1998 durch die Firma Hillebrand restauriert und in den Zustand von 1870 zurückversetzt.
Die heutige Disposition lautet:
| I Manual C–f3 |             |     |
| 1.            | Bordun      | 16′ |
| 2.            | Prinzipal   | 8′  |
| 3.            | Oktave      | 4′  |
| 4.            | Cornett III |     |
| 5.            | Trompete    | 8′  |

| II Manual C–f3 |         |    |
| 6.             | Gedackt | 8′ |
| 7.             | Gamba   | 8′ |
| 8.             | Flöte   | 4′ |

| Pedal C–d1 |           |     |
| 9.         | Subbass   | 16′ |
| 10.        | Oktavbass | 8′  |

- Koppeln: I/II, I/P, II/P
- Nebenregister: Tremulant

## Literatur

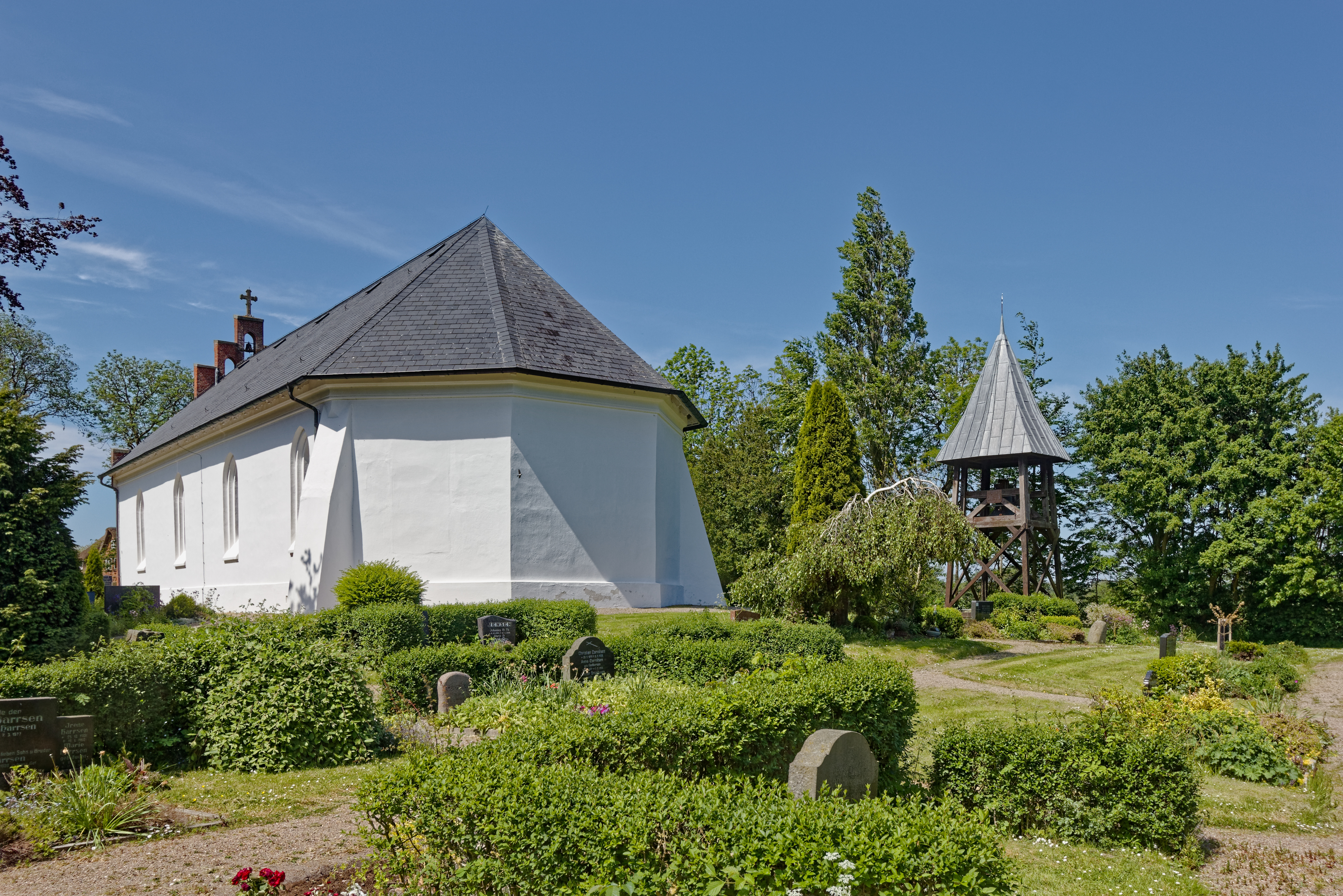
Ansicht von Osten